# Моріс Флоке
Моріс Флоке (фр. Maurice Floquet; 25 грудня 1894 – 10 листопада 2006) - французький ветеран та довгожитель, вік якого підтверджено Групою геронтологічних досліджень (GRG). Наразі він вважається найстарішим чоловіком в Франції. На момент смерті він був 3-м найстарішим живим чоловіком у світі після Мозеса Гарді та Еміліано Меркадо дель Торо. А також на момент смерті він був 22-м найстарішим чоловіком у світі, чий вік був підтверджений. Помер у віці 111 років, 320 днів.

## Біографія
Моріс Флоке народився 25 грудня 1894 в Пуассоні, Верхня Марна, Франція. 
У вересні 1914 року Флоке служив в артилерії під час Першої світової війни. Був тричі поранений. Після одужання до кінця війни Флоке був відправлений на завод виробництва бомб, який був закритий у 1919 році. Його військова історія описується за різними версіями.
Після війни Флоке одружився та став майстром з ремонту тракторів. Він працював у своєму саду, доки йому не виповнилося 100 років. У віці 110 років він все ще крутив педалі на велотренажері по 20 хвилин на день на задньому дворі своєї квартири.
24 грудня 2004 року під час свого 110-річчя, президент Жак Ширак підвищив Флоке до звання офіцера Почесного легіону.
У травні 2006 року Флоке став найстарішим підтвердженим чоловіком в Франції, коли він перевершив Алжиру Еміля Фуркаду (1884—1995), який дожив до 111 років та 153 днів.
Флоке любив дивитися спорт по телевізору, він не любив носити окуляри. Йому дозволяли випивати один повний келих червоного вина щодня і шампанське в особливих випадках.
Флоке помер у віці 111 років, 320 днів 10 листопада 2006 року, всього за день до 88-ї річниці закінчення Першої світової війни.